# Aleja Zajęcza
Aleja Zajęcza, nazývaná také Zajęcza Ścieżka, Aleja Leszczynowa nebo Aleja Grabowa, což lze přeložit do češtiny jako Zaječí alej, je památná alej ve vesnici Łubowice ve gmině Rudnik v okrese Ratiboř ve Slezském vojvodství v jižním Polsku. Nachází se také v mezoregionu Opavská pahorkatina a v Horním Slezsku.

## Další informace
Alej se nachází v areálu místního parku Park im. Josepha von Eichendorffa, nedaleko zámku Łubowice. Alej se rozkládá v přibližně severojižním směru, je asi 200 m dlouhá a výrazně převažujícím stromy jsou habry. Je celoročně volně přístupná a poblíž se nachází turistická trasa Szlak Młodości Eichendorffa.

## Galerie

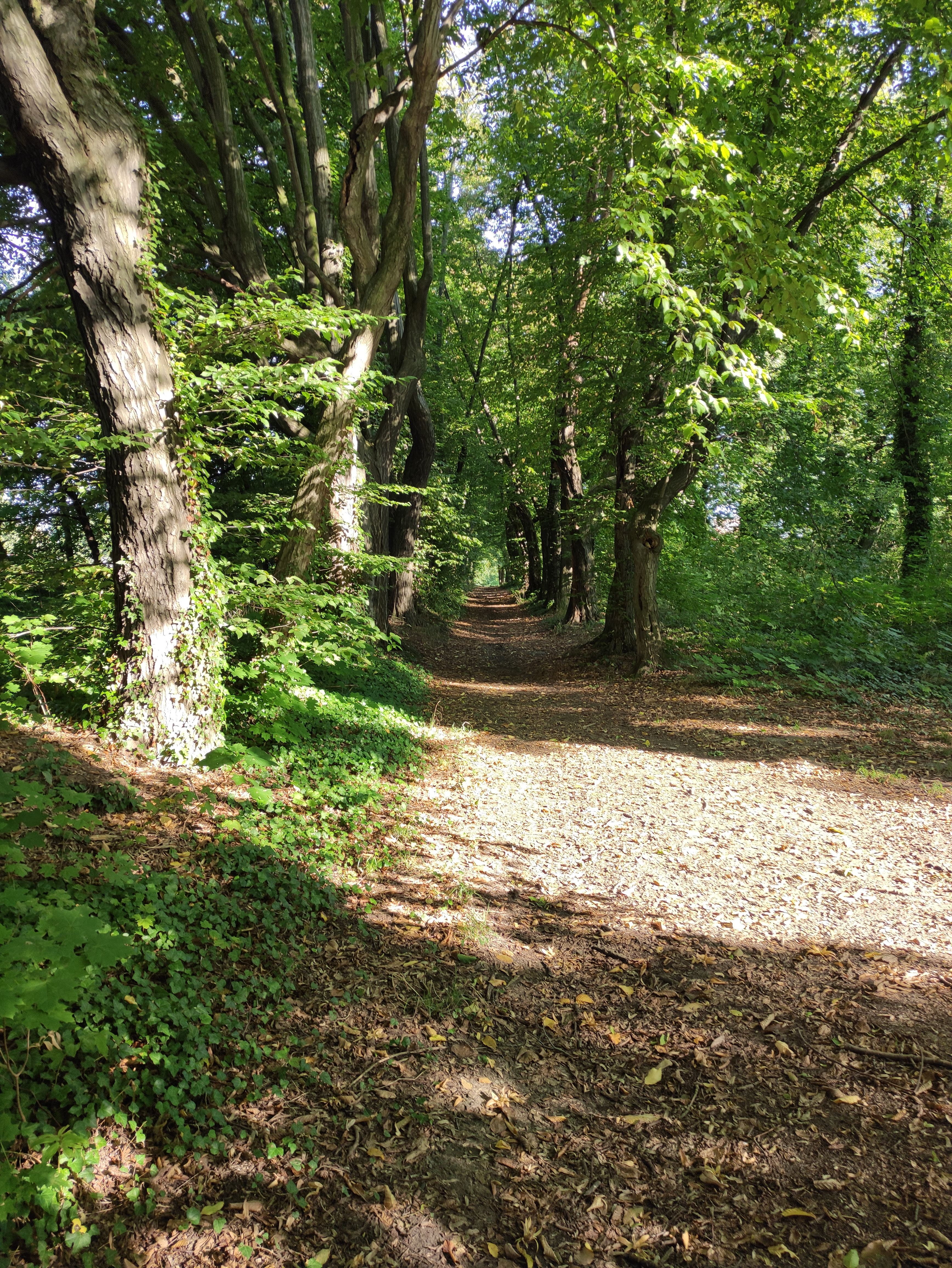
Procházka alejí
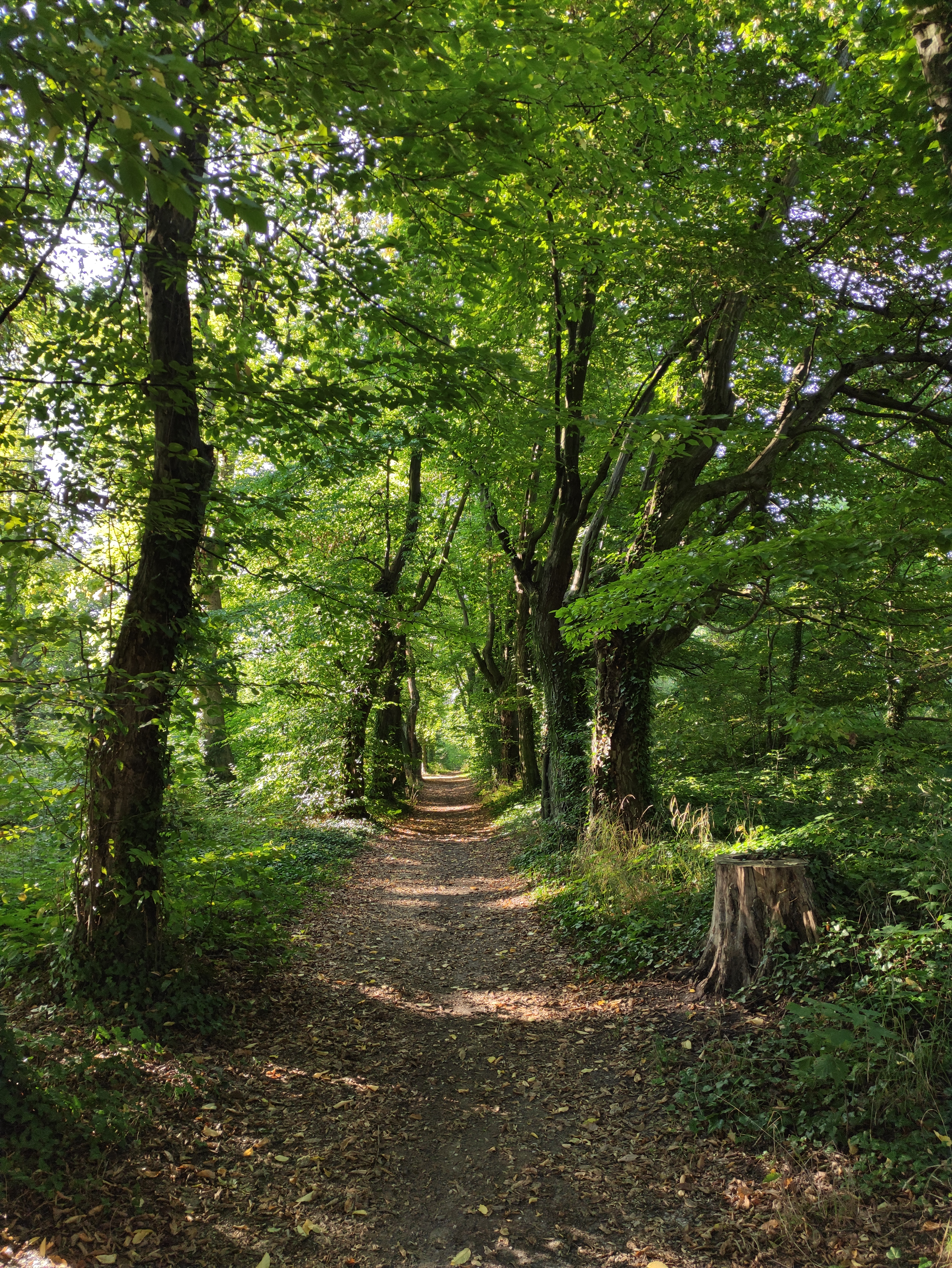
Procházka alejí